# Bodianus
Bodianus es un género de peces de la familia de los Labridae y del orden de los Perciformes.

## Especies
Existen 42 especies de este género, de acuerdo con FishBase:
- Bodianus anthioides (Bennett, 1832)
- Bodianus axillaris (Bennett, 1832)
- Bodianus bathycapros  Gomon, 2006
- Bodianus bilunulatus (Lacépède, 1801)
- Bodianus bimaculatus Allen, 1973
- Bodianus busellatus  Gomon, 2006
- Bodianus cylindriatus (Tanaka, 1930)
- Bodianus diana (Lacépède, 1801)
- Bodianus dictynna  Gomon, 2006
- Bodianus diplotaenia (Gill, 1862)
- Bodianus eclancheri (Valenciennes, 1846)
- Bodianus flavifrons Gomon, 2001
- Bodianus flavipinnis Gomon, 2001
- Bodianus frenchii (Klunzinger, 1880)
- Bodianus insularis Gomon & Lubbock, 1980
- Bodianus izuensis Araga & Yoshino en Masuda, Araga & Yoshino, 1975
- Bodianus leucosticticus (Bennett, 1832)
- Bodianus loxozonus (Snyder, 1908)
- Bodianus macrognathos (Morris, 1974)
- Bodianus macrourus (Lacépède, 1801)
- Bodianus masudai Araga & Yoshino in Masuda, Araga & Yoshino, 1975
- Bodianus mesothorax (Bloch & Schneider, 1801)
- Bodianus neilli (Day, 1867)
- Bodianus opercularis (Guichenot, 1847)
- Bodianus oxycephalus (Bleeker, 1862)
- Bodianus paraleucosticticus Gomon, 2006
- Bodianus perditio (Quoy & Gaimard, 1834)
- Bodianus prognathus Lobel, 1981
- Bodianus pulchellus (Poey, 1860)
- Bodianus rubrisos Gomon, 2006
- Bodianus rufus (Linnaeus, 1758)
- Bodianus sanguineus (Jordan & Evermann, 1903)
- Bodianus scrofa (Valenciennes en Cuvier y Valenciennes, 1839)
- Bodianus sepiacaudus Gomon, 2006
- Bodianus solatus Gomon, 2006
- Bodianus speciosus (Bowdich, 1825)
- Bodianus tanyokidus Gomon & Madden, 1981
- Bodianus thoracotaeniatus Yamamoto en Okamura et al., 1982
- Bodianus trilineatus (Fowler, 1934)
- Bodianus unimaculatus (Günther, 1862)
- Bodianus vulpinus (Richardson, 1850)